# Puits couvert de Longwy
Le puits couvert de Longwy est un édifice situé dans la ville de Longwy, dans la Meurthe-et-Moselle en région Grand Est.

## Histoire
Puits de l'ancienne place d'armes construit à la fin du XVIIe siècle en même temps que la place forte, doté à l'origine d'un système à cage d'écureuil remplacé en 1857 par une pompe à vapeur, puis en 1872 par un système à piston plongeant. Ce puits de siège a été construit pour alimenter en eau la population civile. Il est profond de 60 m et alimenté par une source.
Abandonné en 1908-1909, au moment de l'adduction d'eau, il résiste remarquablement aux bombardements de 1914 et reste le seul existant des cinq puits de la place. Il a reçu l'appellation Puits à l'épreuve des bombes en raison de son énorme toiture.
Ce puits couvert est classé au titre des monuments historiques par arrêté du 2 septembre 1921.